# Templo romano de Pagans Hill
O Templo Romano de Pagans Hill foi um templo em estilo romano-britânico (templo romano-céltico) escavado no Monte Pagans em Chew Stoke, Somerset, Inglaterra

## Escavações
O templo estava em um promontório com vista para o rio Chew. Foi escavado por Philip Rahtz entre 1949 e 1953. Além das fundações do templo foram encontradas um poço (17 metros de profundidade) e várias valas que tinham pequenos objetos mostrando ocupação do lugar antes da época romana, incluindo cerâmica da Idade do Ferro uma moeda que data de c. 335-337. Sinais de utilização contínua depois da época romana são fornecidas por um balde e um exótico frasco de vidro do século VII achados no poço.